# Al-ʿUmarī-Moschee (Beirut)

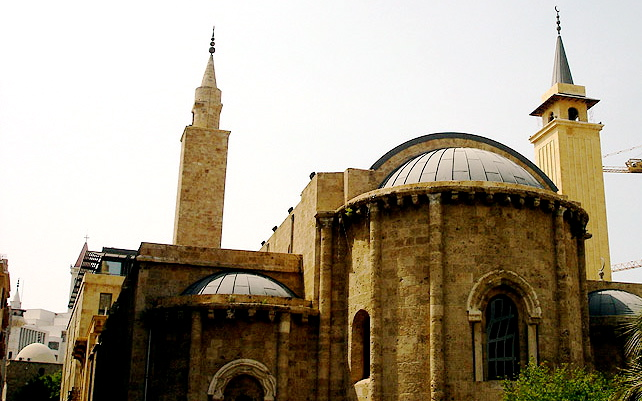
Die Ostseite der al-ʿUmarī-Moschee

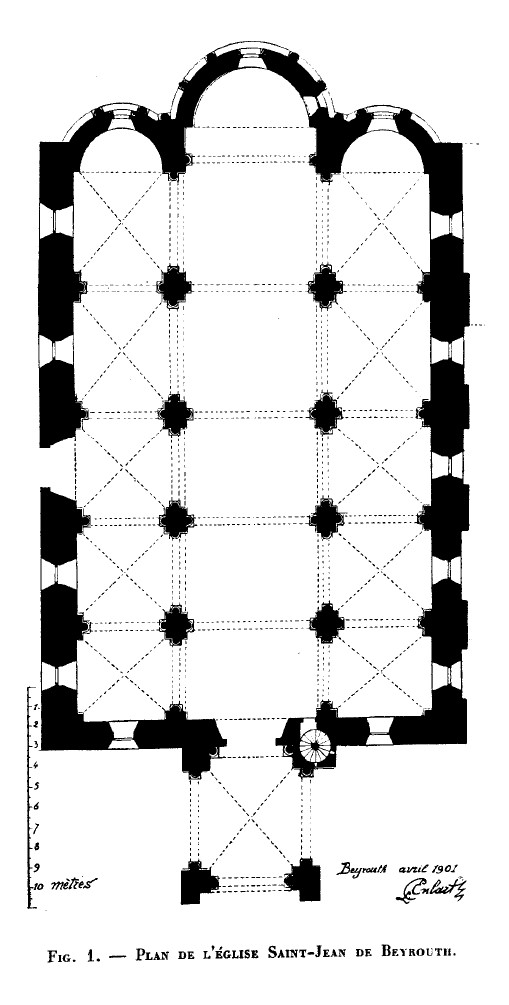
Grundriss 1901

Die al-ʿUmarī-Moschee war ursprünglich eine Johannes dem Täufer geweihte Bischofskirche in Beirut im heutigen Libanon, die von Kreuzfahrern errichtet wurde.  Seit der Eroberung der Stadt durch die Mamluken 1291 ist die dreischiffige Basilika eine Moschee.

## Geschichte und Bauwerk
Die St.-Johannes-Kathedrale wurde im frühen 12. Jahrhundert von Kreuzfahrern auf byzantinischen und mutmaßlich hellenistischen Fundamenten errichtet. Das Gebäude ist eine romanische Basilika mit einem hohen Mittelschiff und zwei niedrigeren Seitenschiffen, die jeweils mit einer Apsis abgeschlossen sind. Die Fertigstellung erfolgte vermutlich im Jahre 1184. Die Kathedrale diente als Sitz eines Suffraganbischofs des lateinischen Patriarchats von Jerusalem, wobei auch das lateinische Patriarchat von Antiochien die Jurisdiktion beanspruchte.
Nach der Eroberung Beiruts durch die Mamluken im Jahr 1291 wurde die Kirche in eine Moschee umgewandelt, die den Namen „Große Moschee“ (al-Dschāmīʿ al-kabīr) oder al-ʿUmarī-Moschee erhielt. Über mehrere Jahrhunderte diente sie Beirut als Freitagsmoschee. 2008 übernahm die neu errichtete Mohammed-al-Amin-Moschee diese Aufgabe.
Die Grundstruktur des Gebäudes blieb bei der Umwandlung in eine Moschee im Wesentlichen erhalten. In der Südmauer wurde leicht schräg eine Gebetsnische (Mihrāb) eingebaut, die die Gebetsrichtung (Qibla) nach Mekka anzeigt. Das viereckige Minarett wurde 1508 während der Mamlukenzeit hinzugefügt.

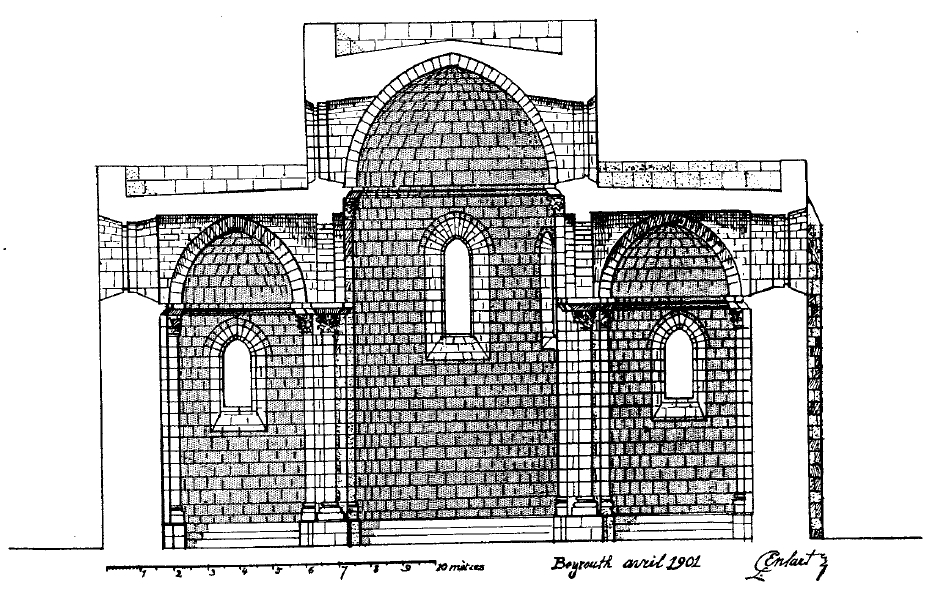
Querschnitt, 1901
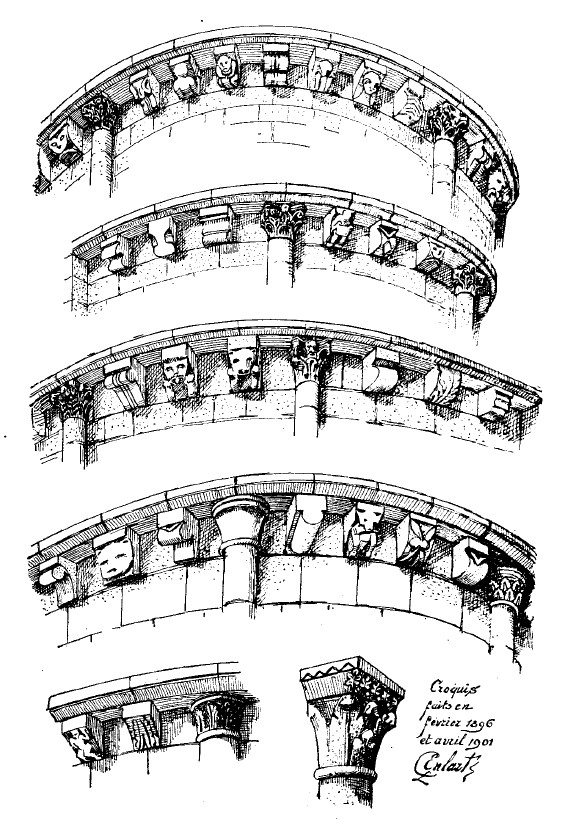
Details der Apsiden, 1901